# Mizija
Mizija (starogrško Μυσία, latinizirano: Misía, latinsko Misia, turško Misya) je bila staroveška pokrajina v severozahodni Anatoliji v sedanji Turčiji. Nahajala se je na južni obali Marmarskega morja. Na vzhodu je mejila na Bitinijo, na jugovzhodu na Frigijo, na jugu na Lidijo, na jugozahodu na Eolijo, na zahodu na Troado in na severu na Propont. V antiki je bila naseljena z Mizijci, Frigijci, Eolci in drugimi grškimi ljudstvi.

## Geografija
Natančne meje Mizije je težko določiti. Frigijska meja je nihala, medtem ko je bila  Troada le včasih vključena v Mizijo. Severni del Mizije je bil znan kot Mala Frigija, južni pa kot Velika Frigija ali Pergamonska Frigija. Mizija je bila pozneje znana tudi kot Helespontska Frigija ali Pridobljena Frigija. Slednje ime je dobila po priključitvi k Atalidskemu kraljestvu.
Pod cesarjem Avgustom (vladal 27 pr. n. št. – 14 n. št.) je Mizija zavzemala sedala celoten severozahodni del Anatolije med Helespontom (Dardanele) in Propontom na severu, Bitinijo in Frigijo na vzhodu, Lidijo na jugu in Egejskim morjem na zahodu.

### Fizične značilnosti
Glavni fizične značilnosti Mizije sta bili gori Olimp (2316 m) na severu in Temnus na jugu, ki je delno ločeval Mizijo od Lidije. Največji reki v severnem delu province sta bili Simav in njen pritok Rindak, ki sta izvirali v Frigiji. Na jugu je bila reka Kajkos, ki je izvirala v Temnusu in tekla proti zahodu do Egejskega morja. V severnem delu pokrajine sta veliki jezeri Artinija ali Apoloniatis in Afnitis.

### Mesta
Najpomembnejši mesti sta bili Pergamon v dolini Kajkos in Kizik v Propontidi. Vsa morska obala je bila posejana z grškimi mesti, od katerih jih je bilo več zelo pomembnih. Na severu so bila najpomembnejša Parion, Lampsak in Abidos, na jugu v Elejskem zalivu pa  Eleja, Mirina in Kima.

## Zgodovina
Manjša epizoda v ciklu trojanske vojne v grški mitologiji govori o pristanku grške flote v Miziji, ki jo zamenjuje s Trojo. V tej epizodi Ahil rani mizijskega kralja Telefa, ki je pred tem ubil Grka. Telef kasneje prosi Ahila, naj mu zaceli rano. Obalna regija, ki ji je vladal Telef, se v grški mitologiji imenuje tudi Tevtranija, ker ji je pred tem vladal kralj Tevtra. V Iliadi Homer predstavlja Mizijce kot zaveznike Troje. Mizijske sile sta vodila Arsinojeva sinova Enom in Kromij. Zdi se, da je bila homerska Mizija po obsegu veliko manjša od zgodovinske Mizije in na severu ni segala do Helesponta ali Propontide. Homer ne omenja nobenih mest ali znamenitosti v Miziji, zato ni jasno,  kje točno je bila homerska Mizija, čeprav je bila verjetno nekje med Troado na severozahodu in Lidijo/Meonijo na jugu. 
Številni mizijski napisi so preživeli v narečju frigijskega jezika, napisanega z različico frigijske abecede. V eolskih grških virih je tudi nekaj omemb avtohtonega mizijskega luteščanskega jezika.
Pod perzijskim Ahemenidskim cesarstvom se je severozahodni del Anatolije, ki so ga še vedno zasedali Frigijci, večinoma Eolci, imenoval Mala Frigija, grško pa Helespont. 
Po porazu Antioha Velikega v rimsko-sirski vojni med letoma 192 in 188 pr. n. št. je območje v posesti Selevkidov prešlo v posest rimskega zaveznika, kraljestva Atalidov. Po smrti kralja Atala III. leta 133 pr. n. št. je regija postala  del rimske province Azije in kasneje ločene prokonzularne rimske province  Helespont.
Po Apostolskih delih  so med Pavlovim drugim misijonarskim potovanjem apostoli Pavel, Sila in Timotej prišli ali šli mimo Mizije. Pripoved nakazuje, da so bili med tem delom potovanja negotovi, kam naj potujejo, saj jim je "Sveti Duh prepovedal oznanjati besedo v Aziji". Kmalu zatem je imel Pavel videnje "moža iz Makedonije", ki je povabil apostole, naj odpotujejo na zahod v Makedonijo.

## Staroveški mostovi
V Miziji so še vidni ostanki več antičnih mostov. 
- Rimski most čez reko Gönen (turško Gönen Çayı)
- Konstantinov most čez reko Rindak (Adırnas Çayı)
- most čez reko Simav (Susurluk Çayı)
- Beli most čez reko Granik (Biga Çayı)